# Vive Kirke
Vive Kirke er beliggende i landsbyen Vive, 4 km vest for Hadsund. Kirken er opført af granitkvadre omkring 1250.